# Aube (Moselle)
Pour les articles homonymes, voir aube.
Aube est une commune française située dans le département de la Moselle en Lorraine, en région Grand Est.

## Géographie
| Sorbey | Sanry-sur-Nied | Lemud   |
| Pontoy | Aube           |         |
| Beux   |                | Rémilly |

Le village est situé à quelques kilomètres de Rémilly.

### Hydrographie
La commune est située dans le bassin versant du Rhin au sein du bassin Rhin-Meuse. Elle est drainée par le ruisseau d'Aube, le ruisseau de Dain et le ruisseau de Woivre.

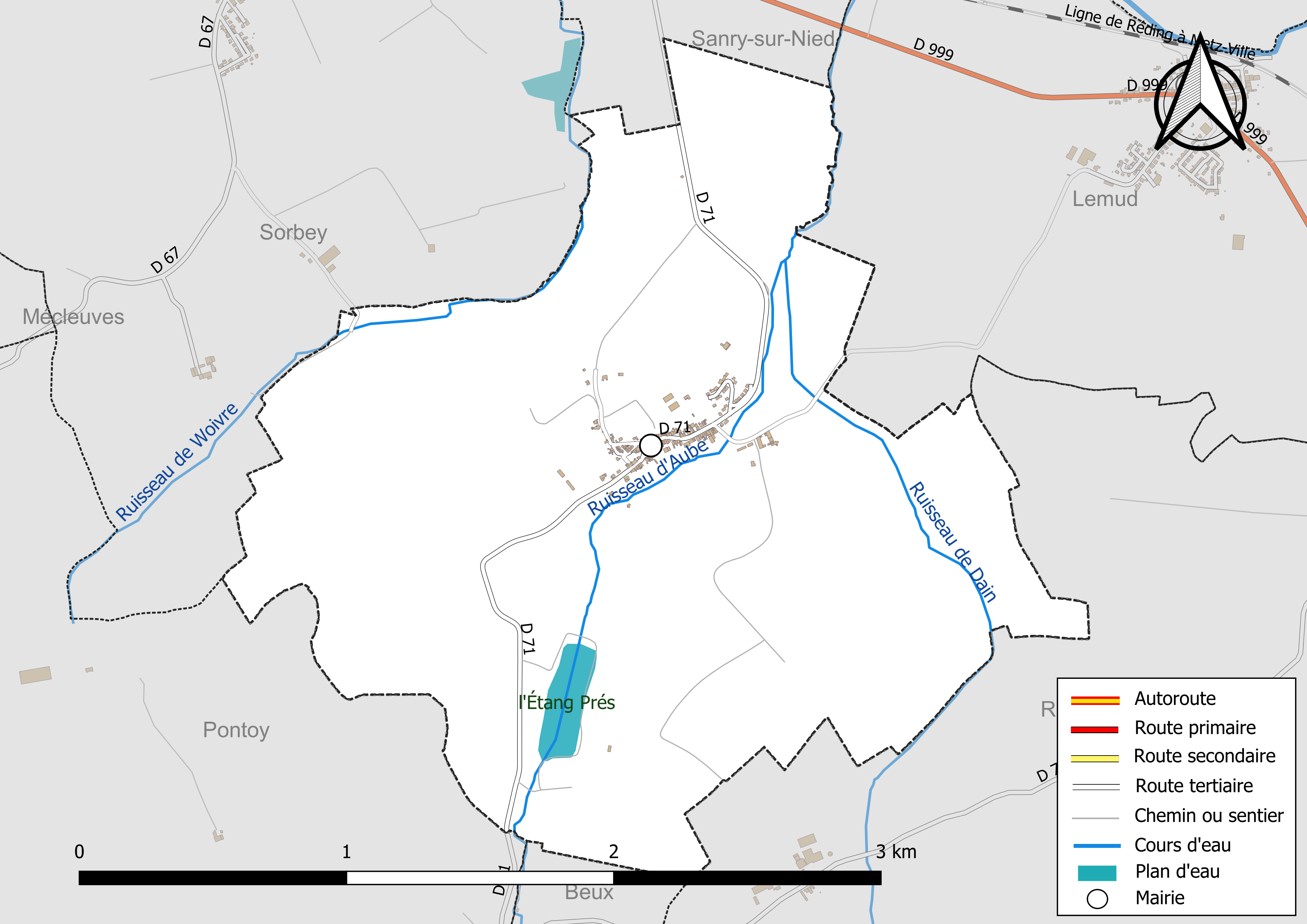
Réseaux hydrographique et routier d'Aube.

### Climat
Pour des articles plus généraux, voir Climat du Grand Est et Climat de la Moselle.
En 2010, le climat de la commune est de type climat océanique dégradé des plaines du Centre et du Nord, selon une étude du Centre national de la recherche scientifique s'appuyant sur une série de données couvrant la période 1971-2000. En 2020, Météo-France publie une typologie des climats de la France métropolitaine dans laquelle la commune est exposée à un climat semi-continental et est dans la région climatique Lorraine, plateau de Langres, Morvan, caractérisée par un hiver rude (1,5 °C), des vents modérés et des brouillards fréquents en automne et hiver.
Pour la période 1971-2000, la température annuelle moyenne est de 9,7 °C, avec une amplitude thermique annuelle de 16,8 °C. Le cumul annuel moyen de précipitations est de 775 mm, avec 11,5 jours de précipitations en janvier et 9,2 jours en juillet. Pour la période 1991-2020, la température moyenne annuelle observée sur la station météorologique de Météo-France la plus proche, « M.n.l. », sur la commune de Goin à 10 km à vol d'oiseau, est de 10,7 °C et le cumul annuel moyen de précipitations est de 678,8 mm. 
La température maximale relevée sur cette station est de 39,5 °C, atteinte le 24 juillet 2019 ; la température minimale est de −16,3 °C, atteinte le 2 janvier 1997,,.
Les paramètres climatiques de la commune ont été estimés pour le milieu du siècle (2041-2070) selon différents scénarios d'émission de gaz à effet de serre à partir des nouvelles projections climatiques de référence DRIAS-2020. Ils sont consultables sur un site dédié publié par Météo-France en novembre 2022.

## Urbanisme

### Typologie
Au 1er janvier 2024, Aube est catégorisée commune rurale à habitat dispersé, selon la nouvelle grille communale de densité à sept niveaux définie par l'Insee en 2022.
Elle est située hors unité urbaine. Par ailleurs la commune fait partie de l'aire d'attraction de Metz, dont elle est une commune de la couronne,. Cette aire, qui regroupe 245 communes, est catégorisée dans les aires de 200 000 à moins de 700 000 habitants,.

### Occupation des sols
L'occupation des sols de la commune, telle qu'elle ressort de la base de données européenne d’occupation biophysique des sols Corine Land Cover (CLC), est marquée par l'importance des territoires agricoles (95,7 % en 2018), une proportion identique à celle de 1990 (95,7 %). La répartition détaillée en 2018 est la suivante : 
terres arables (80 %), zones agricoles hétérogènes (8,1 %), prairies (7,6 %), forêts (4,3 %). L'évolution de l’occupation des sols de la commune et de ses infrastructures peut être observée sur les différentes représentations cartographiques du territoire : la carte de Cassini (XVIIIe siècle), la carte d'état-major (1820-1866) et les cartes ou photos aériennes de l'IGN pour la période actuelle (1950 à aujourd'hui).

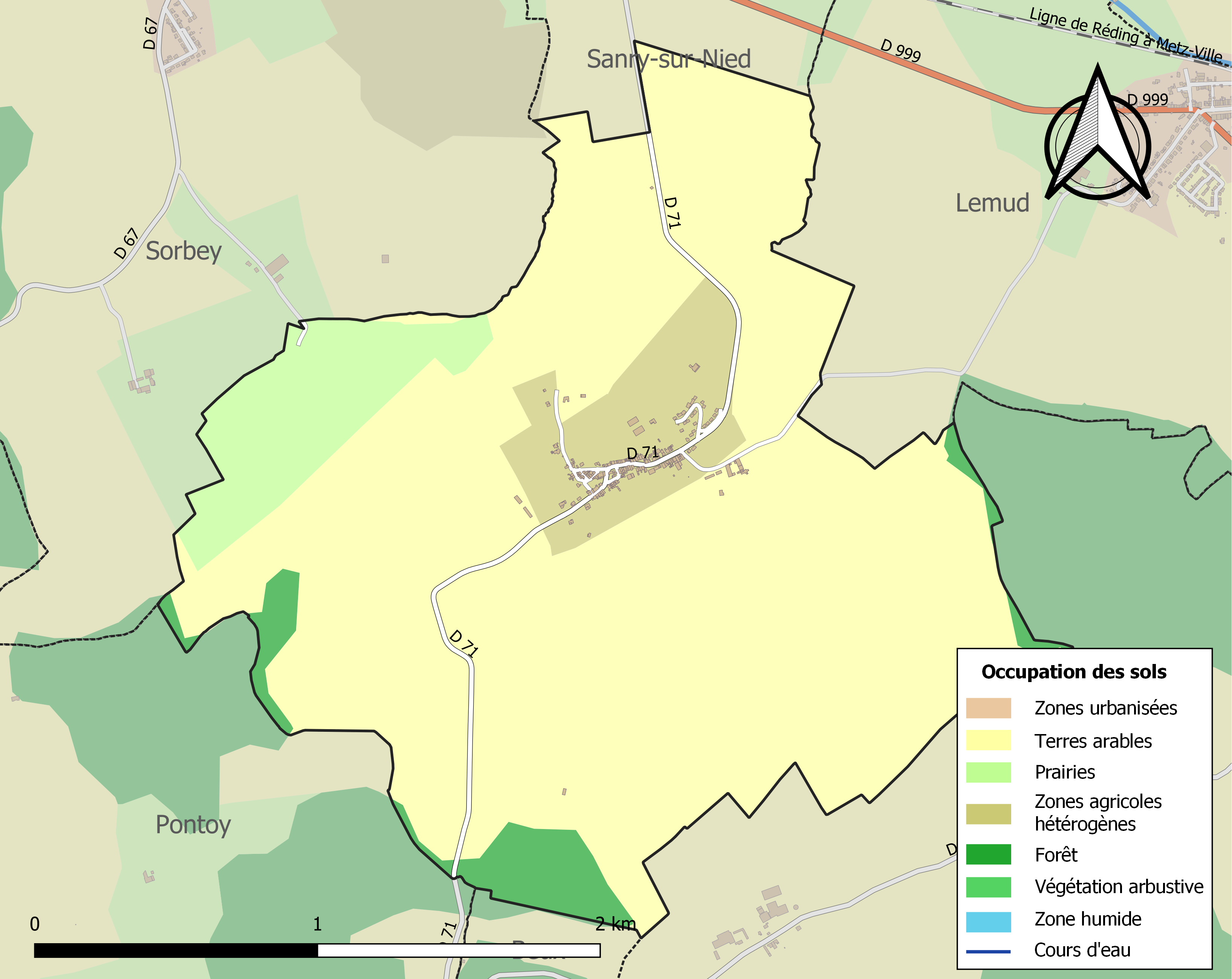
Carte des infrastructures et de l'occupation des sols de la commune en 2018 (CLC).

## Toponymie
- Ancien noms[13] : Aubes (1324), Auve (1408), Albe (1421), Alba et Alben (1544), Alub (XVIIe siècle), Aube (1793), Alben (1871-1918 et 1940-1944).

### Sobriquet
Surnom des habitants : Les minjous d’aubates (Les mangeurs d’ablettes).

## Histoire
- Village du Saulnois en pays messin, partagé en deux bans.
- Cité pour la première fois en 1145.
- Ancien prieuré cistercien dépendant de l’Abbaye Notre-Dame de Molesme.
- Fit partie de l’ancienne province des Trois-Évêchés ; le prieuré d’Aube fut vendu comme bien national à la Révolution.

## Politique et administration
| Période                                  | Période  | Identité               | Étiquette | Qualité |
| ---------------------------------------- | -------- | ---------------------- | --------- | ------- |
| Les données manquantes sont à compléter. |          |                        |           |         |
| an VIII                                  |          | François Mougin        |           |         |
| 1989                                     | 1995     | André Mangin           |           |         |
| 1995                                     | 2001     | Michel Canonico        |           |         |
| mars 2001                                | En cours | Jean-Christophe Moulon | UMP-LR    |         |

Jean-Christophe Moulon a soutenu Bruno Mégret (MNR) lors de l'élection présidentielle de 2002 (J.O. Numéro 84 du 10 avril 2002, page 6263).

## Population et société

### Démographie

#### Évolution démographique
L'évolution du nombre d'habitants est connue à travers les recensements de la population effectués dans la commune depuis 1793. Pour les communes de moins de 10 000 habitants, une enquête de recensement portant sur toute la population est réalisée tous les cinq ans, les populations de référence des années intermédiaires étant quant à elles estimées par interpolation ou extrapolation. Pour la commune, le premier recensement exhaustif entrant dans le cadre du nouveau dispositif a été réalisé en 2008.

En 2022, la commune comptait 266 habitants, en évolution de −0,37 % par rapport à 2016 (Moselle : +0,52 %, France hors Mayotte : +2,11 %).
| 1793 | 1800 | 1806 | 1821 | 1836 | 1841 | 1861 | 1866 | 1871 |
| ---- | ---- | ---- | ---- | ---- | ---- | ---- | ---- | ---- |
| 253  | 265  | 299  | 275  | 297  | 301  | 307  | 302  | 258  |

| 1875 | 1880 | 1885 | 1890 | 1895 | 1900 | 1905 | 1910 | 1921 |
| ---- | ---- | ---- | ---- | ---- | ---- | ---- | ---- | ---- |
| 258  | 239  | 248  | 255  | 269  | 249  | 233  | 240  | 224  |

| 1926 | 1931 | 1936 | 1946 | 1954 | 1962 | 1968 | 1975 | 1982 |
| ---- | ---- | ---- | ---- | ---- | ---- | ---- | ---- | ---- |
| 230  | 237  | 234  | 204  | 200  | 201  | 193  | 180  | 182  |

| 1990 | 1999 | 2006 | 2008 | 2013 | 2018 | 2022 | - | - |
| ---- | ---- | ---- | ---- | ---- | ---- | ---- | - | - |
| 211  | 203  | 243  | 254  | 262  | 269  | 266  | - | - |

#### Pyramide des âges
La population de la commune est relativement jeune.
En 2018, le taux de personnes d'un âge inférieur à 30 ans s'élève à 35,7 %, soit au-dessus de la moyenne départementale (33,6 %). À l'inverse, le taux de personnes d'âge supérieur à 60 ans est de 20,4 % la même année, alors qu'il est de 26,2 % au niveau départemental.
En 2018, la commune comptait 131 hommes pour 138 femmes, soit un taux de 51,3 % de femmes, légèrement supérieur au taux départemental (51,08 %).
Les pyramides des âges de la commune et du département s'établissent comme suit.
| Hommes | Classe d’âge | Femmes |
| ------ | ------------ | ------ |
| 0,0    | 90 ou +      | 0,7    |
| 3,1    | 75-89 ans    | 6,5    |
| 13,7   | 60-74 ans    | 16,7   |
| 25,2   | 45-59 ans    | 15,2   |
| 20,6   | 30-44 ans    | 26,8   |
| 13,0   | 15-29 ans    | 16,7   |
| 24,4   | 0-14 ans     | 17,4   |

| Hommes | Classe d’âge | Femmes |
| ------ | ------------ | ------ |
| 0,6    | 90 ou +      | 1,5    |
| 6,8    | 75-89 ans    | 9,5    |
| 17,2   | 60-74 ans    | 18,4   |
| 20,9   | 45-59 ans    | 20,5   |
| 19,5   | 30-44 ans    | 18,6   |
| 17,7   | 15-29 ans    | 15,7   |
| 17,4   | 0-14 ans     | 15,8   |

## Culture locale et patrimoine

### Lieux et monuments
- Église de l'Assomption-de-la-Bienheureuse-Vierge-Marie du XIIe siècle : clocher octogonal, tour de croisée à huit pans avec fenêtres géminées, voûtes en berceau des absides et transept ; Vierge à l’Enfant XVe siècle en pierre de Jaumont. L'église Notre-Dame est classée monument historique par arrêté du 16 février 1930[21].

### Héraldique
| Blason | Blasonnement : D'azur à deux crosses d'or posées en sautoir, à la tour d'église d'argent mouvant de la pointe. |

## Pour approfondir